# آلان کارلسون (دوچرخه‌سوار)
آلان کارلسون (انگلیسی: Allan Carlsson; ۱۷ آوریل ۱۹۲۹ – ۲۵ اوت ۱۹۵۳) دوچرخه‌سوار اهل سوئد بود.